# Cyttaria hookeri
Cyttaria hookeri es una especie de hongo descrita por Berk en 1845. Cyttaria hookeri es parte del género Cyttaria y de la familia Cyttariaceae. Ninguna subespecie está incluida en el Catálogo de la Vida.
El nombre común es dihueñe mohoso del ñire. Esta especie parasita a Nothofagus antarctica (ñire) y Nothofagus pumilio.